# Rosalba strandi
Rosalba strandi là một loài bọ cánh cứng trong họ Cerambycidae.